# Toronto Catholic District School Board

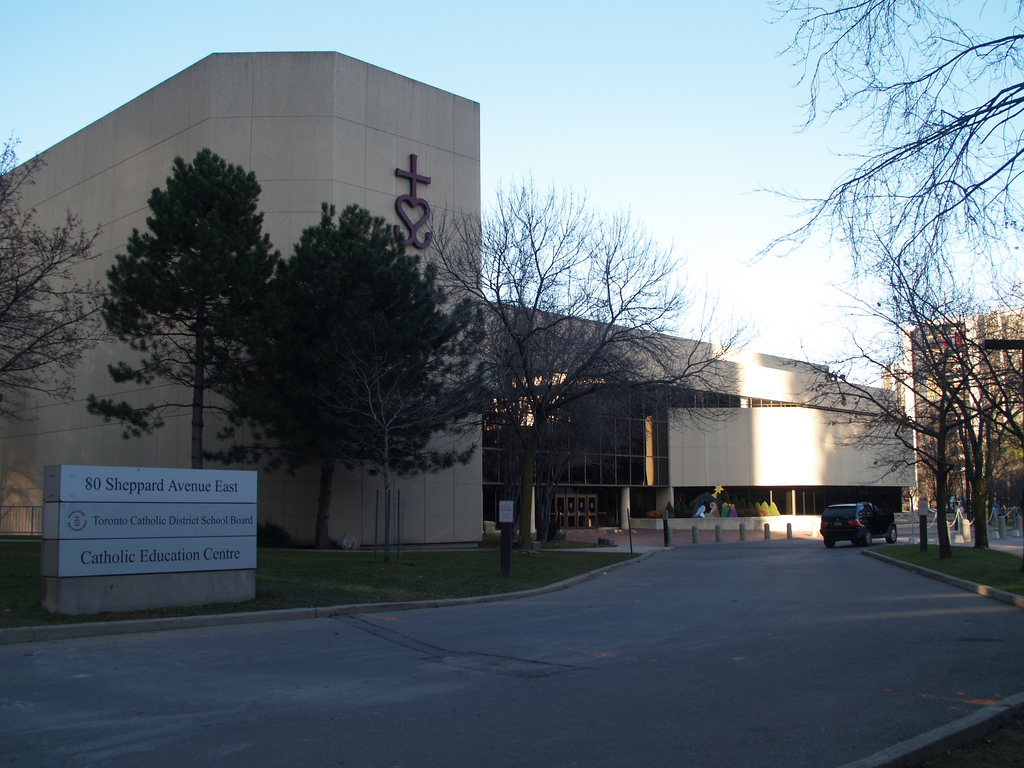
Siège du conseil

Le Toronto Catholic District School Board (TCDSB) est un système des écoles catholiques à Toronto. Le district a son siège à North York. TCSDB a moins de 200 écoles et plus de 92 000 étudiants.